# Sculpture sur bois de Perm

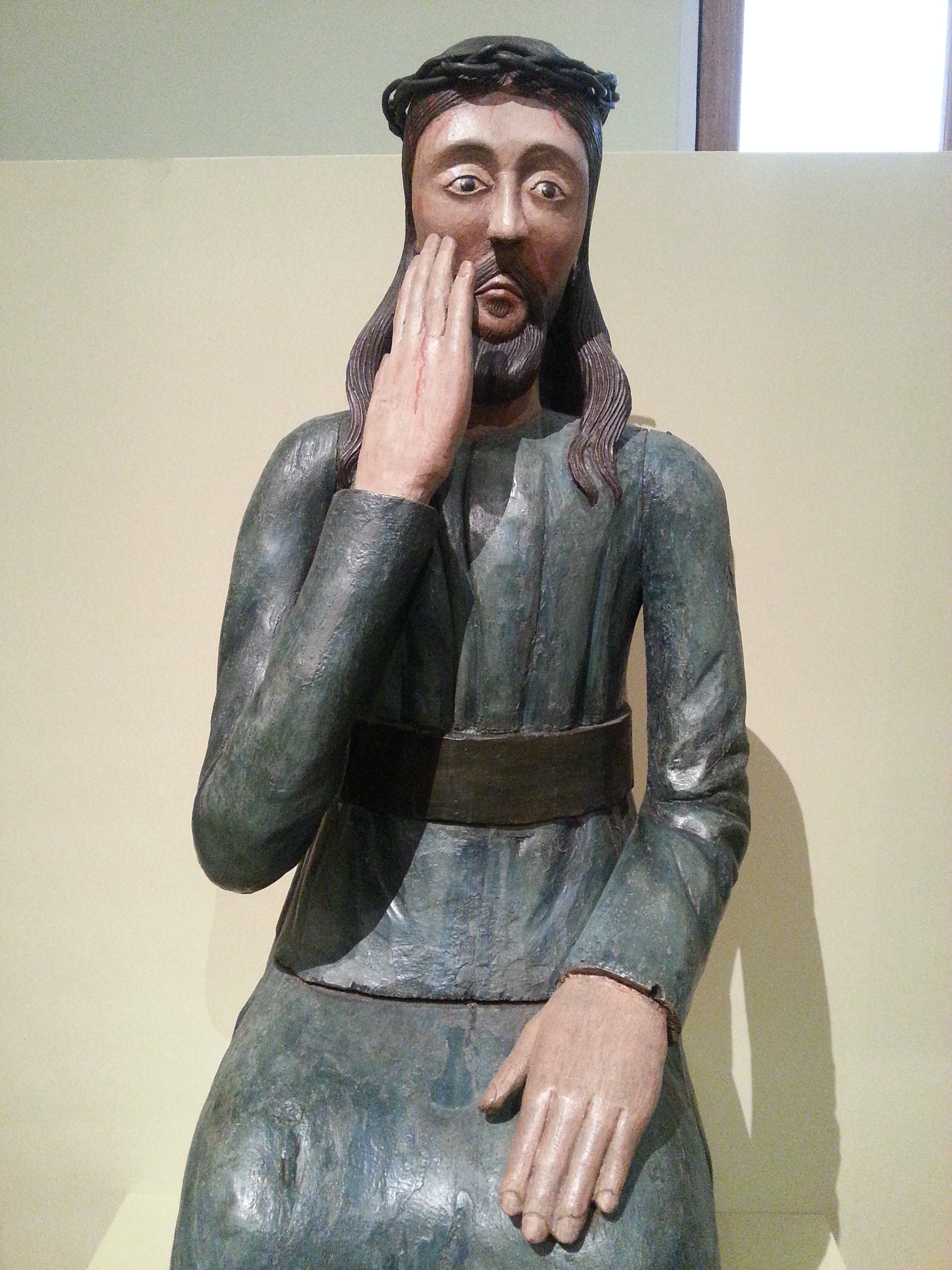
Sauveur en prison exposé au Musée historique d'Etat (Moscou).

La Sculpture sur bois de Perm (« les dieux de Perm », russe : «Пермские боги») est une forme de sculpture d'église qui s'est répandue dans la région de Perm du XVIIe siècle au XIXe siècle. Cette sculpture est unique en ce sens qu’il s'agit d'un art chrétien oriental qui conserve des traits distinctifs de la culture païenne et qui subit également l’influence du baroque de l'ouest de l'Europe.

## Historique
Les plus anciens exemples de sculptures sur bois de Perm conservés datent de la fin du XVIIe siècle et du début du XVIIIe siècle. Ils proviennent d'églises orthodoxes situées dans des villages le long de la rivière Kolva : Poktcha (ru), Nyrob (ru) et Tcherdyne. Ce territoire correspond au raïon de Tcherdyne (ru) moderne. Il faisait partie du Grand-Duché de Perm (ru) au XVe siècle et du début du XVIe siècle.
La sculpture sur bois a vraisemblablement pénétré dans le Grand-Duché depuis le Nord russe et la Russie centrale. Selon les chercheurs P. A. Korchagine et E. V. Chabourova, cette sculpture religieuse, qui a vu le jour deux siècles et demi après la christianisation, n'a probablement pas remplacé pour de nouveaux convertis leurs anciennes idoles, mais était au contraire un « facteur d'éducation religieuse ».
Au début du XVIIIe siècle, l’Église orthodoxe russe interdit la représentation en trois dimensions des saints. Le décret du Saint-Synode du 21 mai 1722 interdit « d'avoir dans les églises des icônes gravées, taillées, creusées, ou sculptées ». Mais il n'est pas possible d'éradiquer la tradition consistant à sculpter des « dieux de bois ». Les prêtres de l'Oural préfèrent accepter leur présence dans les temples. De plus, les visages des sculptures témoignent d'une profonde compréhension intérieure par des artistes inconnus des thèses chrétiennes. Les visages du Christ expriment la douceur, l'humilité, le sacrifice, le martyre. Utilisant d'anciennes traditions plastiques sacrées, remontant à des siècles, les maîtres de Perm leur ont donné un nouveau contenu spirituel. Les traits des visages sur les sculptures, suivant l'origine de l’artiste, correspondent le plus souvent au type komi-permiak ou bachkire.
La représentation la plus répandue du Christ dans la sculpture de Perm est celle du Christ de pitié — Christ dans le cachot (Христос в темнице) ou Sauveur de minuit (Спас Полуночный). Dans l’iconographie russe, ce thème n’est apparu qu’au XVIIe siècle et a été emprunté à la peinture catholique. Il dépeint le Christ devant le Calvaire, après avoir été maltraité par les gardes romains, attendant son supplice.
Nicolas de Myre est également souvent représenté par les maîtres de Perm. Il existe en outre de nombreuses scènes de la crucifixion, avec de nombreuses personnages.

## Découverte

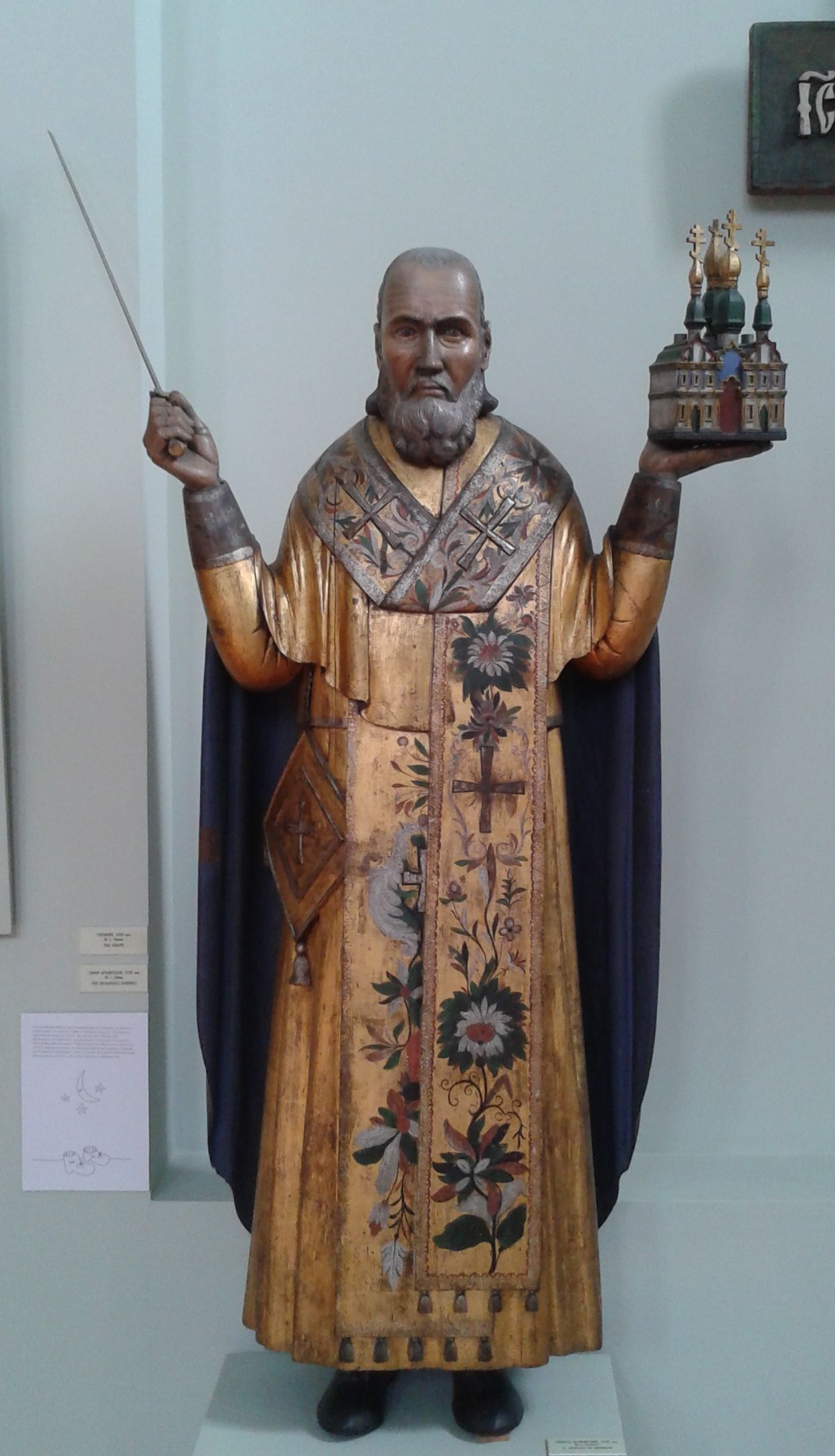
Nicolas de Myre (fin XVIIIe siècle, début du XIXe siècle).

Selon le témoignage de Nikolaï Serebrennikov (ru), premier collecteur des sculptures en bois de Perm, les figures du Sauveur étaient placées à l'intérieur du temple dans une sorte de cachot, également en bois. Les paroissiens les habillent et les chaussent et leur apportent des offrandes. La légende leur attribuaient la capacité de marcher, obligeant à changer souvent les chaussures. Tous ces éléments sont des éléments de la perception païenne, où l'image du Divin devient en quelque sorte le Divin lui-même.
Nikolaï Serebrennikov est considéré comme le « découvreur » de la sculpture de Perm. Il organisa de 1923 à 1926 six expéditions pour recueillir ces sculptures et d'autres objets anciens. La majeure partie de la collection se compose de sculptures trouvées dans des églises rurales du nord de la région de Perm. En 1925, Igor Grabar a participé à une expédition. C'est le premier des artistes majeurs et historiens de l’art à apprécier la portée et la valeur culturelle de ces découvertes.
La majeure partie de la collection de sculptures en bois de Perm se trouve à la Galerie nationale d'Art de Perm. En 2010, une partie de la collection a été exposée à Lyon .